# 永沢幸七
永沢 幸七（ながさわ こうしち、1913年3月24日 - 2010年9月17日 ）は、日本の心理学者、東京家政学院大学名誉教授。

## 来歴
宮城県古川市（現・大崎市）生まれ。宮城県古川高等学校卒業。東京文理科大学心理学科卒。（筑波大学卒。）同研究科修了。同大助手、非常勤講師をへて東京家政学院大学教授。1984年定年退任、国士舘大学教授。

## 著書
- 『接触と販売 ヒューマンリレーションと販売の心理』 保険社 1961
- 『職場心理学』 刀江書院 1962
- 『女子青年心理学』 誠信書房 1964
- 『生活心理学』 刀江書院 1967
- 『現代女性の心理』 大日本図書 1971 (現代心理学ブックス)
- 『女子大生の生活と心理』 大日本図書 1979.1 (現代心理学ブックス)
- 『人間性の心理学』 教育出版 1982.5
- 『人間形成の教育心理学』 北樹出版 1985.3

## 共編著
- 『教育心理学』 林保、岡本夏木共編 刀江書院 1958
- 『教育心理学概論』 誠信書房 1963
- 『発達心理学 児童の発達と学習』 刀江書院 1964
- 『企業に女性を活かす』 鈴木芳正共著 産心社 1991.4 (産心ビジネス)

## 論文
- 「英語能力の測定」 東京教育大学心理学教室 『教育心理学』 第2集 1951
- 「発表論文からみた日本心理学の趨勢」 『心理学研究』 第23巻 2号 1952
- 小保内虎夫と共著 「英語学習の心理学的研究」 『東京教育大学教育学部紀要』 1954
- 「外国語科編」 『教育心理実験講座 3. 国語・外国語・社会・家庭の心理』 岩崎書店 1957
- 福沢周亮と共著 「読書力に関する一考察-意味把握・読書速度等の相互関係を中心として」 『読書科学』 第4巻 1960
- 「文型学習に関する心理学的研究 I II III 」 『教育心理学研究』 第15巻 4号 1967 - 第19巻 2号 1971
- 「文章記憶の分析的研究-行動主義理論と認知主義理論による教授法の比較実験」 『東京家政学院大学紀要』 10 1970・17 1977

## 参考
- 著書記載略歴
- 『日本心理学者事典』クレス出版、2003年、770頁。ISBN 4-87733-171-9。